# Prosymna somalica
Prosymna somalica är en ormart som beskrevs av Parker 1930. Prosymna somalica ingår i släktet Prosymna och familjen snokar. Inga underarter finns listade i Catalogue of Life.
Denna orm förekommer i norra Somalia, i Djibouti och troligtvis i angränsande områden av Etiopien. Arten lever i kulliga områden och i bergstrakter mellan 600 och 1500 meter över havet. Den vistas i öknar och torra buskskogar med glest fördelad växtlighet av gräs och buskar, främst från släktena Acacia och Euphorbia. Honor lägger ägg.
För beståndet är inga hot kända. Hela populationen anses vara stor. IUCN listar arten som livskraftig (LC).